# Skjelfjorden
Skjelfjorden er en fjordarm på sydsiden af Flakstadøya i Flakstad kommune i Lofoten   i Nordland fylke  i Norge. 
Fjorden går 7 kilometer mod nord fra Vestfjorden, fra indløbet mellem Vindnesskaftet i øst og Stor-Grimsholmen i vest til Skjelfjordeidet. Den inderste del af fjorden hedder Osen. Midt i indløbet ligger øen Kunna, på østsiden Sautinden (794 moh.), Stjerntinden (934 moh.) og Tønåsheia (769 moh.) og  på vestsiden ligger Blåfjellkammen (482 moh.).
Fylkesvej 803 knytter bebyggelserne Indre og Ytre Skjelfjord på østsiden af fjorden til Europavej E10. En kommunal vej fortsætter mod syd langs hele fjorden. 

## 2. verdenskrig - Norges Scapa Flow
I april 1940 kom mange af de britiske krigsskibe som blev skadet i Slaget om Narvik (no) til Skjelfjorden og brugte den som reparationshavn. En improviseret flådebase blev oprettet i en måned, med tredive skibe  det meste af tiden. Da dette blev opdaget af tyske styrker blev der iværksat et omfattende luftbombardement. Skjelfjorden bliver i enkelte sammenhænge omtalt som Norges Scapa Flow. Fem britiske soldater omkom under bombardementet. Der findes  rester efter kanonstillinger, fangelejr og kajanlæg ved Ytre Skjelfjord.